# 보은 중사자암 동종
보은 중사자암 동종(報恩 中獅子庵 銅鍾) 또는 보은 법주사 동종(報恩 法住寺 銅鍾)은 충청북도 보은군 속리산면, 법주사의 중사자암(中獅子菴)에서 주조된 조선시대의 동종이다. 2004년 충청북도의 유형문화재로 지정되었다가, 2015년 보물 제1858호로 지정되었다.

## 개요
이 종은 인조 14년(1636)에 시주자의 시주를 받아 법주사의 부속 암자인 중사자암(中獅子菴)에서 170근의 청동으로 제작되었다. 하단의 명문을 통해 중사자암에서 주조된 종임을 알 수 있다. 중사자암은 조선 선조가 즐겨 찾던 암자로서, 임진왜란 후 인조 때 중건되었다. 이후 이 종을 법주사로 옮겨와 요사채에서 사용하다가, 수장고에 보관하고 있다.
이 종은 높이 73cm, 종신부 상단 지름 33cm, 종신부 하단 지름 44cm 정도의 소형 동종이다. 종신(鐘身)은 2조원문을 양각하여 상·하부로 구분하고 있다. 상부에 있는 유곽(乳廓)은 당초문의 띠를 둘렀으며 연꽃받침 위에 돌기된 9개의 종유(鐘乳)는 단순화시켜 도형화하여 표현하였다. 유곽 아래는 범자문양(梵字紋樣)이 새겨져 있다. 종의 상대(上帶)는 기하학적 무늬가 있고 그 위에 삼각형의 입상화문이 있으며 하대(下帶)에는 연화문이 장식되어 있다.
고려 종의 전통양식을 가진 조선시대 중기의 소형 동종으로 제작연대를 확실히 알 수 있으며, 암자명이 새겨져 있고 주조기법이 정교한 편으로, 주조명문이 있어 미적·학술적 가치가 뛰어나 보존가치가 높다.
2004년 7월 9일 충청북도의 유형문화재 제237호로 지정되었다가, 2015년 3월 4일 보물 제1858호로 지정되었다.

## 참고 자료
- 보은 중사자암 동종 - 국가유산청 국가유산포털